# أحمد المولد
أحمد المولد (مواليد 9 يوليو 1991) هو لاعب كرة قدم سعودي يلعب حالياً في نادي النجمة.
لعب لأندية الزلفي والاتفاق و الصفا والطائي و العروبة والعين و جدة والأخدود والعربي والنجمة.